# Unga Européer
Förbundet Unga Européer är ett partipolitiskt och religiöst oberoende ungdomsförbund som verkar för ett enat, demokratiskt och federalt Europa inom ramen för Europeiska unionen. Förbundet är medlem i den europeiska paraplyorganisationen Young European Federalists (JEF) som samlar drygt 35 000 medlemmar över hela Europa.

## Politik
Förbundets nuvarande politiska plattform antogs vid årsmötet 2013. Arbete började 2018 med att i samband med ny styrelse och det kommande Europavalet reformera plattformen som förväntades publiceras under 2019. Plattformen utformar förbundets riktlinjer och politiska mål.
Förbundets huvudpunkter är Sveriges anslutande till euron, medlemskap i Europeiska bankunionen samt mer statlig integrering genom EU i form av en federation.

## Organisering
Förbundet Unga Européer är organiserat i förbund och lokalföreningar. Lokalföreningens upptagsområde beslutas av förbundsstyrelsen. Lokalföreningarna i Unga Européer är såvida det inte regleras av förbundets stadgar fristående i förhållande till förbundet. Förbundets högsta beslutande organ är förbundsårsmötet, som ordinarie sammankallas en gång per kalenderår av dåvarande förbundsstyrelsen. Årsmötet utser de ordinarie organen vilket är förbundsstyrelsen, förtroenderådet, revisorer samt valberedning.

### Förbundsstyrelse
Förbundsstyrelsen är det organ som driver organisationens dagliga verksamhet och består av förbundsordförande, 1:a och 2:a vice ordförande, ordinarie styrelseledamöter samt styrelsesuppleanter.

#### Valda förbundsordförande
| Period    | Ordförande                |
| --------- | ------------------------- |
| 2008–2011 | Johan Edström             |
| 2011–2014 | Andreas Froby             |
| 2014–2016 | Victor Zetterman          |
| 2016–2017 | Axel Vincent Karlsson     |
| 2017–2018 | Andreas Froby             |
| 2018–2019 | Jakob Norrhall            |
| 2019–2020 | Max Faxälv                |
| 2020–2021 | Max Nordin                |
| 2021–2023 | Johan Graff Andersson     |
| 2023–2024 | Jonathan Törnstrand       |
| 2024-2025 | David Johansson           |
| 2025      | Manfred Mårtensson (t.f.) |
| 2025-     | Emelie Björk              |

### Förtroenderådet
Förtroenderådet är det högsta beslutande organet mellan förbundsårsmötena och består av styrelsemedlemmarna samt två representanter för varje lokalförening. Förtroenderådet har uppgift att besluta om förbundets budget, verksamhetsmål samt internationella relationer.

### Revisorerna
Ekonomiska revideringen består av en revisor samt suppleant. De granskar styrelsens samt förtroenderådets verksamhet samt bokför och administrerar andra handlingar betydande för revisionen.

### Valberedning
Valberedningen består av minst tre ledamöter och arbetar med att organisera aktiviteterna vid ordinarie förbundsårsmöten.

## Kuriosa
- Tidigare EU-minister Birgitta Ohlsson (L) var 1998 Vice-ordförande för Unga Européer.[4]